# مرنطة قصبية
مرنطة قصبية أو مورنطة قصبية (الاسم العلمي: Maranta arundinacea) هو نبات معمر طبي كبير موجود في مواطن الغابات المطيرة. تتم زراعته من أجل النشا المكتسبة من الجذمور (أصل الجذر)، التي يطلق عليها أيضًا الأروروت.

## الوصف
نبات معمر طوله حوالي قدمين، لنبات الأروروت زهور صغيرة بيضاء وفاكهة بحجم وشكل الزبيب. يتم إخراج أصل الجذر عندما يبلغ النبات السنة، وأحيانًا يزيد طوله عن 1 قدم (30 سـم) وقطره عن 0.75 بوصة (19 مـم). والنبات أبيض مصفر، موصول ومغطى بقشور مفككة.

## الموطن
يتجنس النبات في فلوريدا، ولكن تتم زراعته خاصةً في جزر الهند الغربية (جامايكا وسانت فنسينت)، وأستراليا، جنوب شرق آسيا، وجنوب وشرق إفريقيا. وقد كان شديد الشعبية في المطبخ البريطاني، ويعتقد أن نابليون قال أن حب البريطانيين للأروروت كان بُغية دعم مستعمراتهم.

## عملية استخراج النشا
تحتوي درنات الاروروت على حوالي 23% نشا. يتم في الأول غسلها، ثم تنظيفها من القشور الشبيهة بالورق. يجب أن تنزع القشور بحذر قبل عملية استخراج النشا، لأنها تنقل نكهتها غير المستحبة إذا تُركت. وبعد نزع القشور، يتم غسل الجذور ثانية وتصفى، ثم أخيرًا يتم خفضها إلى لب بضربها في الهاون أو بتعريضها لحركة عجلة الحك. وبذلك، يتم تمرير السائل الحليبي المستخلص خلال قماش خشن أو غربال مشعر وتترك النشا الصافية، التي هي غير قابلة للذوبان، لتترسب في القاع. ثم يتم تجفيف النشا المبللة في الشمس أو في بيت التجفيف. والنتيجة تكون مسحوق «الأروروت» التجاري، وتتم تعبئته على الفور للطرح في الأسواق في صفائح، أو لفافات، أو علب محكمة الغلق.
في الماضي، كان يتم غش الأروروت بكثرة بـنشا البطاطس ومواد أخرى مشابهة، ولذلك فالحذر مطلوب عند الاختيار والشراء. والأروروت الصافي، مثله مثل أنواع النشا الصافية الأخرى، مسحوق خفيف أبيض (تشعر بالكتلة صلبة على الأصابع، ومطقطقة مثل ثلج حديث السقوط عند الفرك أو الضغط)، بغير رائحة وهو جاف، ولكن يطلق رائحة ضعيفة، مميزة عندما يخلط مع الماء المغلي، وينتفخ عند الطبخ ليصبح جيلاتين مثالي، يمكن أن يستخدم لصنع أطعمة للنباتيين، غاية في السلاسة من حيث القوام — على عكس الأنواع المغشوشة، المخلوطة بدقيق البطاطس وأنواع النشا الأخرى ذات القيمة الأقل، التي تحتوي على جزيئات أكبر.

## الطهي

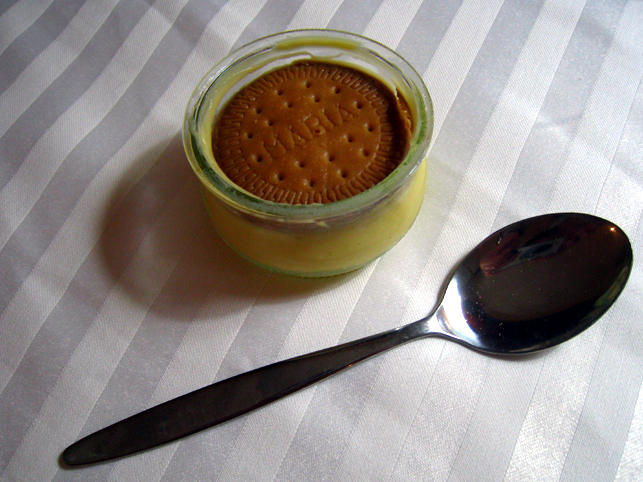
الكاستارد ببسكويت أروروت أعلاه

يستخدم الأروروت كبند من بنود الحمية الغذائية في شكل بسكويت، بودنج، الجيلي، الكعك، الصلصة الحارة، وما إلى ذلك، وأيضًا مع نقيع لحوم البقر، الحليب أو مرق لحم العجل، والشعرية في المطابخ الكورية والفيتنامية. وقد تم استخدامه في الحقبة الفيكتورية، مغليًا مع بعض النكهات المضافة، كطعام سهل الهضم للأطفال والأشخاص أصحاب القيود الغذائية. ولم يعد يتم استخدامه بهذه الطريقة بعد معرفة خصائصه الغذائية المحدودة اليوم.
والأروروت ينتج هلام فاكهة صافيًا، ولامعًا، ويمنع تكون كريات الثلج في الأيس كريم المعد منزليًا. ويمكن أيضًا استخدامه كمثخن للأطعمة الحمضية، مثل الصلصة الآسيوية الحلوة الحامضة. وهو قيم للغاية في الطهي إذا أردت صلصة صافية، مثخنة، على سبيل المثال، صلصة فاكهة. فلن يجعل الصلصة ضبابية، مثل نشا الذرة، الدقيق أو أي عامل نشوي مثخن آخر.
وافتقاد الأروروت للــغلوتين يجعله مفيدًا كبديل لطحين القمح في الخبز. مع ذلك، مثله مثل أنواع النشا الصافية الأخرى، فالأروروت تقريبًا عبارة عنسكريات صافية ومجرد من البروتين، ولذلك لا يوفر بديلاً كاملاً لطحين القمح.
ويثخن الأروروت عند درجات حرارة أقل من الطحين أو نشا الذرة، ولا يضعف من المكونات الحمضية، وله طعم أكثر حيادية، ولا يتأثر بالتجمد. ولا يختلط جيدًا مع منتجات الألبان، مشكلاً خليطًا لزجًا. وينصح باستخدام الأروروت مع سائل بارد قبل الإضافة إلى سائل ساخن. ويجب أن يسخّن الخليط حتي يثخن فقط، ثم يرفع لحظيًا لمنعه من الترقق. وتؤدي الزيادة في التسخين إلى تدهور خاصية الأروروت على التثخين. استبدل ملعقة صغيرة من نشا الذرة بملعقتين من الأروروت، أو واحدة من طحين الذرة بواحدة من الأروروت.

## معلومات تاريخية
تظهر الدراسات الأثرية في الأمريكتين دلائل على زراعة الأروروت مبكرًا حتي 7,000 سنة مضت. وقد يأتي الاسم من أرو-أرو (وجبة الوجبات) في لغة شعب الأراواك الكاريبي، الذي بالنسبة إليهم نبات أساسي. وقد اقترح أيضًا أن الاسم يأتي من استخدام الأروروت في علاج جروح السهام (arrow) المسممة، بما أنه يسحب السم حين يوضع على موضع الإصابة.
وفي أيام ورق النسخ الخالي من الكربون المبكرة، كان يستخدم الأروروت بتوسع كمكون، بسبب حجم حبته الدقيق. وبعد ابتكار طريقة صالحة اقتصاديًا لفصل طحين القمح، لم يعد الأروروت يستخدم في صناعة الورق.

## سانت فنسينت والجرينادينز
صناعة الأروروت في سانت فنسينت والجرينادينز أساسية للتجارة الأجنبية. وإنتاج الأروروت في سانت فنسينت ينافسه أماكن أخرى مثل أستراليا، جنوب شرق آسيا وشرق إفريقيا. سانت فنسينت منتج كبير للأروروت في العالم.
سانت فنسينت لها تاريخ طويل في إنتاج الأروروت. نشأت الصناعة من البدايات المتواضعة كطعام ودواء شعوب الكاريبي والغاريفونا، ليصبح بمكانة الصادر الأساسي لسانت فنسينت خلال الفترة من 1900 إلى 1965. وأصبح سلعة مهمة في التجارة الاستعمارية في الثلاثينيات. وبتراجع صناعة السكر في القرن التاسع عشر، نمت زراعة الأروروت لملء الفراغ. ومنذ ذلك الوقت، تراجعت المساحة المزروعة بثبات وتفوقت المحاصيل المنافسة على محصول الأروروت، خاصة الموز. والدلائل على عظمته السابقة يشار إلى أطلال العديد من مصانع القرن التاسع عشر المهيبة المتواجدة في كل واد على أرض سانت فنسينت الرئيسية.
وتتركز الآن زراعة الأروروت في المزارع الواقعة شمال نهر راباكا، خاصة في منطقة أويا. وهذه هي المنطقة التي بها أيضًا تركز نسل الشعب الكاريبي. في 1998/99، أنتجت الصناعة 312,000 رطل (142,000 كـغ) من النشا، الأمر الذي يمثل 3% من مستويات الصادرات من الجزيرة في الستينيات.
في الماضي، لعبت صناعة الأروروت في سانت فنسينت دورًا مهمًا في اقتصاد الجزيرة، مشاركة بما يقارب 50% من عوائد صادرات الدولة الأجنبية، وكانت المصدر الرئيسي لفرص العمل والدخل للقرويين من الثلاثينيات حتى الستينيات. وخلال أعوام الحرب، تبرع هذا القطاع الصناعي بطائرة سبيتفير (spitfire) حربية لصالح جهود المستعمرات في الحرب. وبنهاية الحرب، شارك هذا القطاع الصناعي في بناء قاعة السلام التذكارية اعترافًا بالمجهود المحلي في الحرب.
- الحرارة: يجب أن يكون متوسط الحرارة من 25 درجة مئوية إلى 27 درجة مئوية.
- هطول الأمطار: يجب أن يتراوح هطول الأمطار ما بين 1,500 ملم إلى 1,800 ملم.
- تصريف المياه: التصريف الكافي للمياه لأن الكثير من المياه الراكدة تؤدي إلى تعفن النبات.
- التربة: التربة الغرينية والتربة البركانية مناسبتان، بسطح منحدر، مناسب لأفضل عائد للمحصول. في سانت فنسينت، تتم زراعة الأروروت على تربة صفراء إلى بنية (latosols). هذه التربة ناضجة وطفاليةالقوام.
- تستخدم كـبودرة أطفال.
- منتج يستخدم في الكوكيز، أطعمة الأطفال، مزج الحلويات ووجبات الإفطار.
- يستخدم في إنتاج ورق الحاسوب عالي الجودة، وفي الكثير من الأغذية، المشروبات، علف الحيوانات، والمنتجات الدوائية.
- الطلب عليه كثير في شكله الطبيعي كمثخن في طهي مرق اللحم، والصلصات.

ينتشر النبات من جذمور آخر وتكون الزراعة أعلى المرتفعات حوالي 300 متر على الجهة الشرقية المواجهة للرياح من مرتفعات سانت فنسينت. وتغطي الزراعة مساحة حوالي 3,700 هكتار. وحوالي 80% من المحصول ينمو على يد صغار المزارعين. ونبات الأروروت صلب للغاية ولا يتطلب الكثير. في سانت فنسينت، خاصة على الساحل الشمالي الشرقي، توفر شروط زراعة مثالية لعوائد المثالية؛ تربة عميقة، جيدة الصرف، حمضية قليلاً، ومناخ حار رطب. وينتج بعض الفلاحين المحصول الزراعة المتنقلة على المنحدرات المشجرة المزالة.
زراعة الأروروت تحتاج إلى عمالة كثيفة، خاصة عند الحصاد اليدوي. النشا مستمدة من الجذوع أو الجذمور المخزنة تحت الأرض، التي يتم حرثها، وتُزال من الحقل يدويًا، وتتم معالجتها في المصنع في أويا. النشا المجفف يتم تكريره واختبار نقائه، ويتم تصنيفه وتعليبه للتصدير.
ويمتد موسم الحصاد من أكتوبر إلى مايو. وعلى المزارع الأكبر، عادة ما تجري عملية حصاد الجذمور بداية من القاعدة هضبة تجاه القمة. وتتضمن عملية الحصاد نزع الجذمور من البرعم. الزراعة والحصاد متداخلان في أنه حين يتم حصاد الجذمور، تتم إعادة زراعة البرعم في نفس الوقت. في سانت فنسينت، يُستفاد كثيرًا من البطالة الريفية والعديد من النساء العاملات يشتركون في المراحل المتعددة للعملية. وقد تم مؤخرًا تقديم الحصادات الميكانيكية، وهذا ما سمح بحصاد الأروروت في وقت أقصر. مع ذلك، سيؤدي هذا إلى صرف بعض العمالة الحالية، بالرغم من أن العمالة تصبح أكثر صعوبة.
وعند معالجة جذمور الدرنة، يتم غسل وتقشير الجذور. ويتم بشر الجذمور في ماء، ويتم استخراج الألياف، ولكن يتم إجراء الطحن الميكانيكي في العزب. يتم تجفيف المستخلص لرقائق مسحوق، ويغسل مرارًا. وبالرغم من أن ذلك يتم يدويًا، فالماكينات مستخدمة أيضًا. ويتم بعدها وضعه في أحواض مياه. وبهذه العملية، تستقر النشا التي هي السلعة القابلة للتسويق. ويتم تصنيف وخلط المنتج النهائي للتصدير. وأكبر الفوائد العائدة للجزيرة من هذه الصناعة تأتي من المعالجة إلى المنتج النهائي المغلف على الجزيرة.
وتقوم ستة مصانع بمعالجة الأروروت الخاص بالجزيرة وتتواجد مصانع معالجة كبيرة الحجم في بيل فيو وأويا.

## توضيح
لا يجب أن يختلط الأمر بين مارنت أرونديناسى (Maranta arundinacea) والأسماء الشائعة الأخرى المشابهة. ويشمل ذلك:
- ساجيتاريا (Sagittaria)، توابل، أحيانًا يطلق عليها «رأس السهم» (arrowhead) وتستخدم كخضروات جذرية
- بلوتشى سيريكى (Pluchea sericea)، أحيانًا يطلق عليها «عشب السهم» (arrowweed)، التي لها أيضًا جذور صالحة للأكل.
- زاميا بميلا (Zamia pumila)، نوع من سيكد (cycad) أحيانًا يعرف باسم أروروت فلوريدا.
- أروروت كوينزلاند (Queensland arrowroot)، زرع ينتمي إلى مجموعة كانا الزراعية.
- كولكاسيا إسكولينتى (Colocasia esculenta)، وهو قلقاس ولكن يطلق عليه بصورة خاطئة أروروت في شرق أفريقيا.
- كركم أنجستيفوليا (Curcuma Angustifolia)، ينتمي إلى 	فصيلة زنجبيلية (Zingiberaceae)، وتحتوي الجذور على النشا، وتزرع بتوسع في الهند.

ومن المعتاد أن يشير الأروروت إلى نشا مشابهة قابلة للأكل تؤخذ من مجموعة متنوعة من النباتات الاستوائية، على سبيل المثال أروروت غرب الهند.
وأحيانًا ما يتم استخدام المصطلح أروروت ليشير إلى أي نوع من النشا، ولكن ليس نشا الأروروت بالضرورة. وبشكل خاص، كان أروروت فلوريدا (Florida arrowroot) نشا تجاري مشتق من زاميا بميلا (Zamia pumila)، التي يتم حصادها من البرية في فلوريدا. وفي الحقيقة، معظم النشا التي تباع اليوم على أساس أنها أروروت، هي في الحقيقة تابيوكة (tapioca).

## وصلات خارجية
- Maranta Image
- arrowroot paper